# Гіппсленд (озера)
Озера Гіппсленд — мережа озер у східній частині Гіппсленду, Вікторія, Австралія. Покривають площу близько 600 км². Найбільші озера — Веллінгтон (мовою аборигенів — Мурла ), Кінг та Вікторія. Озера живляться водами таких річок, як: Ейвон, Томсон, Латроб, Мітчелл, Ніколсон і Тамбо.

## Географія
До мережі озер Гіппсленд входять такі водойми, за розміром:
- Веллінгтон
- Вікторія
- Кінг
- Рів
- Таєрс
- Коулман

## Посилання

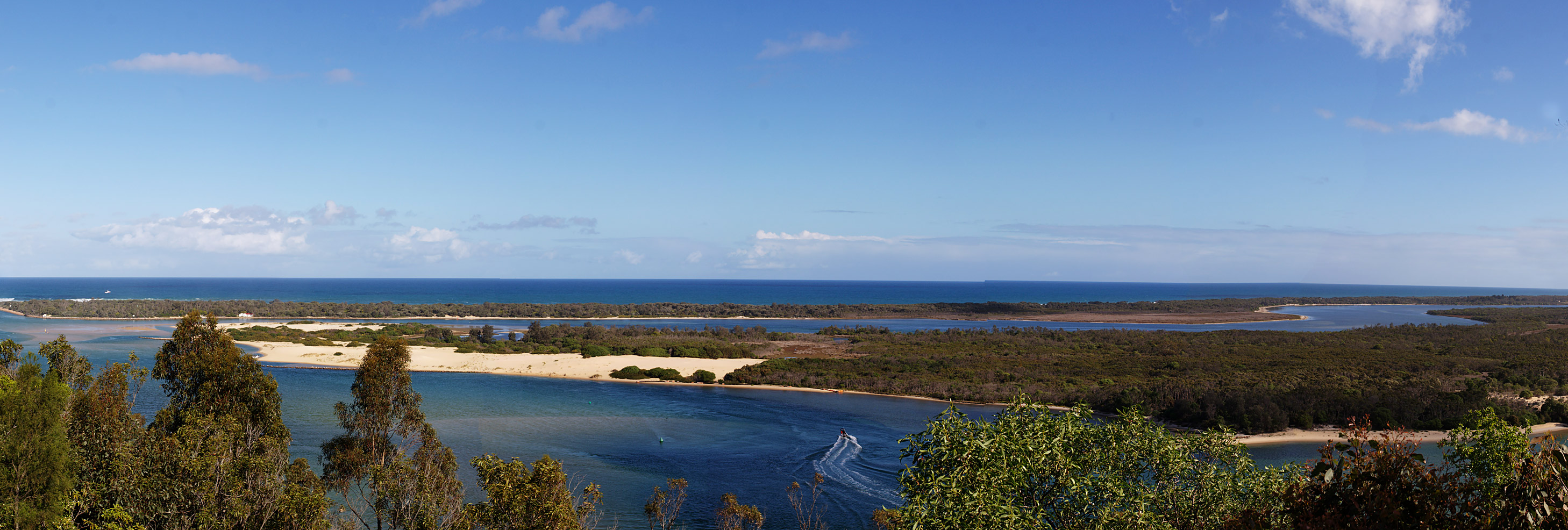